# Lluita als Jocs Olímpics d'estiu de 1992
Als Jocs Olímpics d'Estiu de 1992 celebrats a la ciutat de Barcelona (Catalunya) es disputaren 20 proves de lluita, totes elles en categoria masculina. Es realitzaren deu proves en lluita lliure i deu proves més en lluita grecoromana entre els dies 26 de juliol i 7 d'agost de 1992 a l'Edifici de l'INEFC de Barcelona.

## Comitès participants
Hi participaren un total de 370 lluitadors de 59 comitès nacionals diferents:
| - Alemanya (17) - Algèria (2) - Argentina (1) - Austràlia (2) - Àustria (2) - Bèlgica (1) - Brasil (1) - Bulgària (20) - Canadà (13) - Colòmbia (1) - Corea del Nord (4) - Corea del Sud (16) - Croàcia (1) - Cuba (15) |  | - Egipte (3) - Equip Unificat (20) - Espanya (10) - Estats Units (20) - Estònia (4) - Finlàndia (7) - França (9) - Grècia (11) - Guam (1) - Guatemala (1) - Hongria (17) - Participants Ind. (9) - Índia (6) - Iran (16) |  | - Israel (4) - Itàlia (5) - Japó (16) - Letònia (1) - Lituània (1) - Marroc (4) - Mèxic (2) - Mongòlia (7) - Nicaragua (1) - Nigèria (5) - Noruega (2) - Nova Zelanda (2) - Pakistan (1) - Panamà (2) - Polònia (13) |  | - Portugal (1) - Puerto Rico (4) - Regne Unit (1) - República Dominicana (1) - Romania (11) - Senegal (3) - Síria (3) - Suècia (8) - Suïssa (4) - Sud-àfrica (3) - Tunísia (3) - Turquia (15) - Txecoslovàquia (7) - Veneçuela (1) - R.P. de la Xina (8) - Xipre (1) |

## Resum de medalles

### Lluita grecoromana
| Prova    | Or                    | Argent                | Bronze               |
| – 48 kg  | Oleg Kucherenko       | Vincenzo Maenza       | Wilber Sánchez       |
| – 52 kg  | Jon Rønningen         | Alfred Ter-Mkrtychyan | Min Kyung-Gab        |
| – 57 kg  | An Han-Bong           | Rifat Yildiz          | Sheng Zetian         |
| – 62 kg  | Mehmet Akif Pirim     | Serguei Martínov      | Juan Marén           |
| – 68 kg  | Attila Repka          | Islam Dugushiev       | Rodney Smith         |
| – 74 kg  | Mnatsakan Iskandaryan | Józef Tracz           | Torbjörn Kornbakk    |
| – 82 kg  | Péter Farkas          | Piotr Stępień         | Daulet Turlykhanov   |
| – 90 kg  | Maik Bullmann         | Hakkı Başar           | Georgi Koguashvili   |
| – 100 kg | Héctor Milián         | Dennis Koslowski      | Sergei Demyashkevich |
| + 130 kg | Alexander Karelin     | Tomas Johansson       | Ioan Grigoraş        |

### Lluita lliure
| Prova    | Or                   | Argent             | Bronze               |
| – 48 kg  | Kim Il               | Kim Jong-Shin      | Vougar Oroudjov      |
| – 52 kg  | Li Hak-Son           | Zeke Jones         | Valentin Yordanov    |
| – 57 kg  | Alejandro Puerto     | Sergei Smal        | Kim Yong-Sik         |
| – 62 kg  | John Smith           | Askari Mohammadian | Lázaro Reinoso       |
| – 68 kg  | Arsen Fadzayev       | Valentin Getzov    | Kosei Akaishi        |
| – 74 kg  | Park Jang-Soon       | Kenny Monday       | Amir Reza Khadem     |
| – 82 kg  | Kevin Jackson        | Elmadi Jabrailov   | Rasoul Khadem        |
| – 90 kg  | Makharbek Khadartsev | Kenan Şimşek       | Christopher Campbell |
| – 100 kg | Leri Khabelov        | Heiko Balz         | Ali Kayalı           |
| + 130 kg | Bruce Baumgartner    | Jeffrey Thue       | David Gobezhishvili  |

## Medaller
| Posició | País            | Or | Argent | Bronze | Total |
| 1       | Equip Unificat  | 6  | 5      | 5      | 16    |
| 2       | Estats Units    | 3  | 3      | 2      | 8     |
| 3       | Corea del Sud   | 2  | 1      | 1      | 4     |
| 4       | Cuba            | 2  | 0      | 3      | 5     |
| 5       | Corea del Nord  | 2  | 0      | 1      | 3     |
| 6       | Hongria         | 2  | 0      | 0      | 2     |
| 7       | Turquia         | 1  | 2      | 1      | 4     |
| 8       | Alemanya        | 1  | 2      | 0      | 3     |
| 9       | Noruega         | 1  | 0      | 0      | 1     |
| 10      | Polònia         | 0  | 2      | 0      | 2     |
| 11      | Iran            | 0  | 1      | 2      | 3     |
| 12      | Bulgària        | 0  | 1      | 1      | 2     |
| 12      | Suècia          | 0  | 1      | 1      | 2     |
| 14      | Canadà          | 0  | 1      | 0      | 1     |
| 14      | Itàlia          | 0  | 1      | 0      | 1     |
| 16      | Japó            | 0  | 0      | 1      | 1     |
| 16      | Romania         | 0  | 0      | 1      | 1     |
| 16      | R.P. de la Xina | 0  | 0      | 1      | 1     |